# Michaela Marksová
Michaela Marksová-Tominová, née Tominová le 20 mars 1969 à Prague, est une femme politique tchèque, journaliste, universitaire et haute fonctionnaire membre du Parti social-démocrate tchèque (ČSSD).

## Biographie
Elle adhère au ČSSD en 1997. Ayant échoué en 1998 à se faire élire conseillère du 10e arrondissement de Prague, elle est finalement élue huit ans plus tard, dans le 2e arrondissement. Après le scrutin de 2010, elle est nommée adjointe au maire d'arrondissement.
Elle se présente aux élections législatives anticipées des 25 et 26 octobre 2013, en onzième position sur la liste sociale-démocrate à Prague, mais n'est pas élue. Elle est ministre du Travail et des Affaires sociales entre 2014 et 2017.